# 安針塚駅

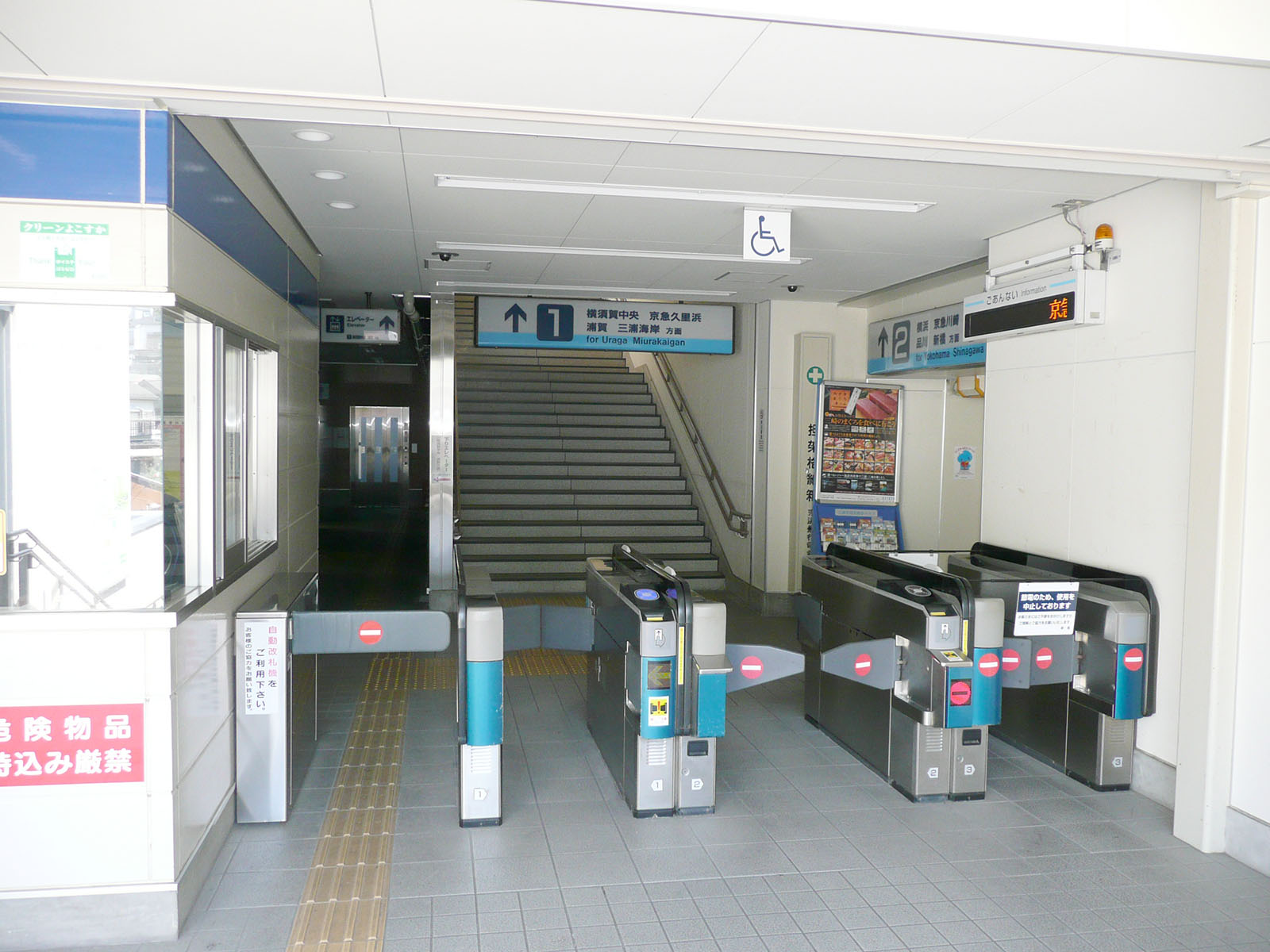
改札口（2011年8月）

安針塚駅（あんじんづかえき）は、神奈川県横須賀市長浦町二丁目にある、京浜急行電鉄本線の駅である。駅番号はKK56。

## 歴史
- 1934年（昭和9年）10月1日 - 軍需部前駅として開業[1]。
- 1940年（昭和15年）10月1日 - 三浦按針（イギリス名：ウィリアム・アダムス）の供養塔の名に因み、安針塚駅に改称[1]。（軍施設の所在を明らかにすべきでないと判断された。）
- 1941年（昭和16年）11月1日 - 湘南電気鉄道と京浜電気鉄道が合併し、京浜電気鉄道の駅となる。
- 1942年（昭和17年）5月1日 - 京浜電気鉄道が東京横浜電鉄へ合併し、東京急行電鉄（大東急）の駅となる[1]。
- 1948年（昭和23年）6月1日 - 京浜急行電鉄が発足、京浜急行電鉄の駅となる[1]。
- 1972年（昭和47年）12月18日 - ホーム有効長を4両分から6両分に延伸[2]。

## 駅構造

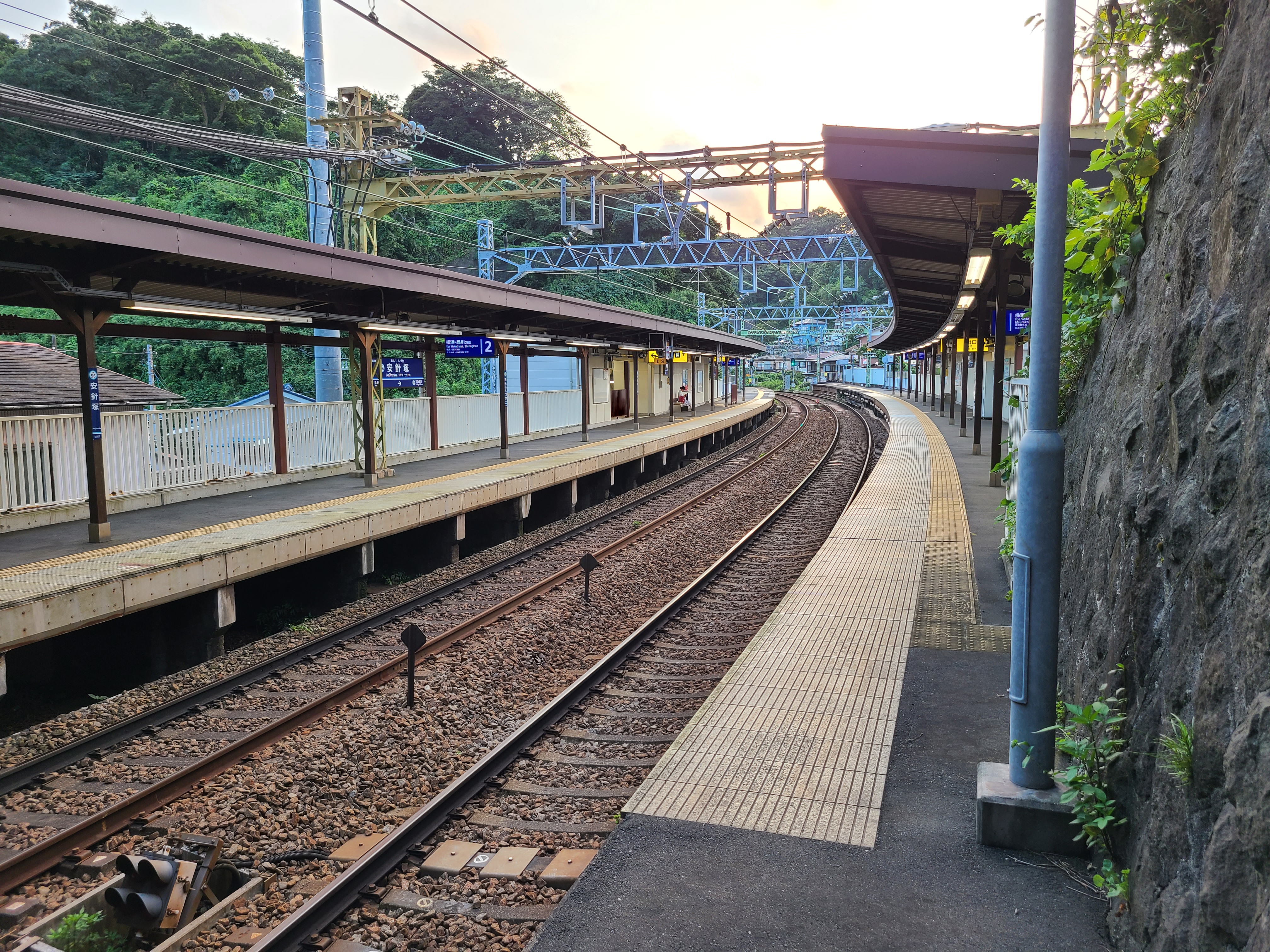
ホーム（2020年8月）

築堤上に相対式ホーム2面2線を有する高架駅。改札口は道路に面するホーム下に位置する。
2007年から大規模な改良工事を行っていた。改札内コンコースにトイレが増設されたほか、エレベーターも新設された。それ以前のトイレは改札内には設置されておらず、駅舎を出て公道を挟んだ向かい側に男女別の水洗式トイレが設置されているのみであった。
ホーム全体がカーブに面しており、電車とホームの間がかなり空いている。

### のりば
| 番線 | 路線 | 方向 | 行先                     |
| ---- | ---- | ---- | ------------------------ |
| 1    | 本線 | 下り | 横須賀中央・三浦海岸方面 |
| 2    | 本線 | 上り | 横浜・品川方面           |

## 利用状況
2024年（令和6年）度の1日平均乗降人員は4,297人であり、京急線全72駅中で最も少ない。
近年の1日平均乗降人員と乗車人員の推移は下記の通り。
| 年度               | 1日平均 乗降人員 | 1日平均 乗車人員 | 出典     |
| ------------------ | ---------------- | ---------------- | -------- |
| 1995年（平成07年） |                  | 2,210            | [ * 1 ]  |
| 1998年（平成10年） |                  | 2,157            | [ * 2 ]  |
| 1999年（平成11年） |                  | 2,275            | [ * 3 ]  |
| 2000年（平成12年） |                  | 2,316            | [ * 3 ]  |
| 2001年（平成13年） |                  | 2,344            | [ * 4 ]  |
| 2002年（平成14年） | 4,766            | 2,414            | [ * 5 ]  |
| 2003年（平成15年） | 5,079            | 2,562            | [ * 6 ]  |
| 2004年（平成16年） | 5,192            | 2,620            | [ * 7 ]  |
| 2005年（平成17年） | 5,094            | 2,573            | [ * 8 ]  |
| 2006年（平成18年） | 5,103            | 2,581            | [ * 9 ]  |
| 2007年（平成19年） | 5,039            | 2,544            | [ * 10 ] |
| 2008年（平成20年） | 5,163            | 2,553            | [ * 11 ] |
| 2009年（平成21年） | 5,037            | 2,491            | [ * 12 ] |
| 2010年（平成22年） | 4,981            | 2,464            | [ * 13 ] |
| 2011年（平成23年） | 5,005            | 2,473            | [ * 14 ] |
| 2012年（平成24年） | 4,952            | 2,444            | [ * 15 ] |
| 2013年（平成25年） | 4,892            | 2,411            | [ * 16 ] |
| 2014年（平成26年） | 4,856            | 2,392            | [ * 17 ] |
| 2015年（平成27年） | 4,874            | 2,400            | [ * 18 ] |
| 2016年（平成28年） | 4,896            | 2,418            | [ * 19 ] |
| 2017年（平成29年） | 4,872            | 2,419            | [ * 20 ] |
| 2018年（平成30年） | 4,807            | 2,386            | [ * 21 ] |
| 2019年（令和元年） | 4,671            | 2,289            | [ * 22 ] |
| 2020年（令和02年） | 3,674            | 1,801            | [ * 23 ] |
| 2021年（令和03年） | 3,902            | 1,913            | [ * 24 ] |
| 2022年（令和04年） | 4,152            | 2,039            | [ * 25 ] |
| 2023年（令和05年） | 4,275            |                  |          |
| 2024年（令和06年） | 4,297            |                  |          |

## 駅周辺
前後を山に挟まれた谷戸に位置する。周囲に平地は乏しく、傾斜地や山上にも宅地が造成されている。利用者は周辺の住民が中心である。
- 横須賀市立長浦小学校
- 京急ストア 安針塚店
- 塚山公園 - 三浦按針夫妻墓（按針塚）[1]

当駅の駅名『安針塚』は、これに因む。
- 横須賀長浦郵便局
- 国道16号
- JR東日本横須賀線田浦駅（北西へ約1km）
- 長願寺

## バス路線
駅へのバスの乗り入れはないが、横須賀市中心部と北部を結ぶ路線が走っており、最寄りのバス停は駅より徒歩8分程の「田ノ浦」である。発着する路線の詳細は京浜急行バス追浜営業所を参照。
| 乗り場 | 系統 | 経由                   | 行先      | 会社 | 備考     |
| ------ | ---- | ---------------------- | --------- | ---- | -------- |
| 北側   | 八31 | 横須賀駅・横須賀中央駅 | 安浦2丁目 | 京急 |          |
| 北側   | 八31 | 横須賀駅・日ノ出町     | 安浦2丁目 | 京急 |          |
| 南側   | 八31 | 船越・追浜駅           | 内川橋    | 京急 |          |
| 南側   | 追34 | 船越                   | 追浜駅    | 京急 | 深夜のみ |

## 隣の駅
京浜急行電鉄
 本線
■快特・■特急
通過
■普通
京急田浦駅 (KK55) - 安針塚駅 (KK56) - 逸見駅 (KK57)